# Школа 2013
Школа 2013 (кор. 학교 2013) — південнокорейський підлітковий серіал, що транслювався щопонеділка та щовівторка з 3 грудня 2012 по 28 січня 2013 року на телеканалі KBS2.

## Сюжет
На прикладі одного класу в серіалі розповідається про проблеми сучасних корейських старшокласників, такі як цькування, самогубства, погіршення стосунків учителів з учнями, коли для всіх стали важливі лише високі бали за будь-яку ціну.
Молоду вчительку Чон Ин Дже призначають класною керівницею випускного класу, в кожного з учнів якого свій скелет у шафі. Вона намагається бути не лише доброю викладачкою, а й старшою подругою та наставницеб для учнів. Спочатку вони не сприймають її всерйоз, але з часом їй вдається заслужити повагу. Одного разу їй в помічники призначають Кан Се Чхана, у якого зовсім інший погляд на навчальний процес, для нього це лише робота, в якій важливі лише високі бали учнів. Але спільними зусиллями їм разом вдалося вирішити практично всі проблеми, що стояли на шляху їх учнів.

## Акторський склад

### Головні ролі
- Чан На Ра — у ролі Чон Ин Дже.[4] Молода тендітна вчителька у випускному класі, постійно переймається проблемами своїх учнів, але їй надто складно добитися поваги від учнів, що лише на кілька років молодші за неї.
- Даніель Чхве — у ролі Кан Се Чхана.[5] Прийшов до школи після роботи у приватному навчальному закладі, що займається додатковою освітою (так званий Хагвон). Він звик цікавитися лише балами учнів та зовсім не брати до уваги їх проблеми, але під впливом Ин Дже поступово зрозумів важливість внутрішнього стану учнів.
- Лі Чон Сок — у ролі Ко Нам Суна.[6] Раніше Нам Сун вів зовсім інше життя, він був лідером молодіжної банди. Але після прикрого випадку, коли він зруйнував мрію друга, він вирішив змінити життя та перевівся до іншої школи, в якій став зразковим учнем та старостою класу.
- Пак Се Йон — у ролі Сон Ха Гьон.[7]
- Кім У Бін — у ролі Пак Хьон Су.[6] Друг Нам Суна з колишньої школи, мріяв стати футболістом, але через те, що Нам Сун навмисне зламав йому ногу, змушений був поховати мрію.

### Другорядні ролі

#### Вчителя
- Ом Хьо Соп[en] — у ролі Ум Де Вуна. Вчитель математики.
- Пак Хе Мі[en] — у ролі Ім Чон Су. Директорка школи.
- Лі Хан Вї[en] — у ролі Ву Су Чхоля. Заступник директора школи.
- Юн Чу Сан[en] — у ролі Чо Бон Су. Мудрий вчитель фізкультури.
- О Йон Сіль[ko] — у ролі Ю Нан Хї. Вчителька етики.

#### Учні
- Рю Хьо Йон[en] — у ролі Лі Кан Джу. Найкраща подруга Ха Гьон, яка її завжди у всьому підтримувала.
- Квак Чон Ук[en] — у ролі О Чун Хо. Все йде до того, що Чун Хо закине навчання та стане гангстером, але завдяки неймовірним старанням Ин Дже починає потроху змінюватися на краще.
- Чхве Чхан Йоп[ko] — у ролі Кім Мін Гі.
- Лі Чі Хун[en] — у ролі Лі Чі Хуна. Друг Чун Хо.[8]
- Лі Ї Кьон[en] — у ролі Лі Ї Кьона. Друг Чун Хо.
- Кім Йон Чхун[ko] — у ролі Бьон Кі Дока.
- Кім Чхан Хван[ko] — у ролі Хан Йон У.
- Чон Су Джін[en] — у ролі Кьо На Рі.
- Кім Дон Сок[ko] — у ролі Кім Дон Сока.
- Сін Хє Сон — у ролі Сін Хє Сон.
- Гіль Ин Хэ[en] — у ролі Гіль Ин Хє.

## Рейтинги
- Найнижчі рейтинги позначені синім кольором, а найвищі — червоним кольором.

| Серія              | Прем'єра         | Рейтинг        | Рейтинг      | Рейтинг        | Рейтинг     |
| Серія              | Прем'єра         | TNmS Ratings   | TNmS Ratings | AGB Nielsen    | AGB Nielsen |
| Серія              | Прем'єра         | По всій країні | Сеул         | По всій країні | Сеул        |
| ------------------ | ---------------- | -------------- | ------------ | -------------- | ----------- |
| 1                  | 3 грудня 2012    | 8,2 %          | 8,6 %        | 8 %            | 8,6 %       |
| 2                  | 4 грудня 2012    | 10 %           | 10,9 %       | 8,2 %          | 8,2 %       |
| 3                  | 10 грудня 2012   | 11,5 %         | 12,7 %       | 10,8 %         | 11,8 %      |
| 4                  | 11 грудня 2012   | 10,4 %         | 10,8 %       | 8,9 %          | 9,4 %       |
| 5                  | 17 грудня 2012   | 12,9 %         | 13,5 %       | 9,8 %          | 10,7 %      |
| 6                  | 18 грудня 2012   | 12,9 %         | 14,2 %       | 11,5 %         | 12,7 %      |
| 7                  | 24 грудня 2012   | 11,7 %         | 12,1 %       | 10,2 %         | 11,1 %      |
| 8                  | 25 грудня 2012   | 14,8 %         | 16,5 %       | 12,9 %         | 14,3 %      |
| 9                  | 1 січня 2013     | 15,7 %         | 16,3 %       | 15,2 %         | 16,8 %      |
| 10                 | 7 січня 2013     | 14,7 %         | 15,1 %       | 13,1 %         | 14,6 %      |
| 11                 | 8 січня 2013     | 16,3 %         | 18 %         | 15,8 %         | 17,3 %      |
| 12                 | 14 січня 2013    | 16,1 %         | 17,3 %       | 14,5 %         | 16,4 %      |
| 13                 | 15 січня 2013    | 17,1 %         | 18,3 %       | 15,5 %         | 17,3 %      |
| 14                 | 21 січня 2013    | 15,1 %         | 15,9 %       | 14 %           | 16,1 %      |
| 15                 | 22 січня 2013    | 15,3 %         | 16,2 %       | 15,7 %         | 17,3 %      |
| 16                 | 28 січня 2013    | 16 %           | 17,1 %       | 15 %           | 17 %        |
| Середній рейтинг   | Середній рейтинг | 13,7 %         | 14,6 %       | 12,4 %         | 13,7 %      |
| Спеціальний епізод | 29 січня 2013    | 12,7 %         | 13,3 %       | 11,5 %         | 12,7 %      |

## Нагороди
| Рік  | Нагорода                 | Категорія                                      | Отримувач  | Результат | Примітки |
| ---- | ------------------------ | ---------------------------------------------- | ---------- | --------- | -------- |
| 2012 | 26-та Премія KBS драма   | Нагорода за майстерність (акторка мінісеріалу) | Чан На Ра  | Перемога  | [ 11 ]   |
| 2012 | 26-та Премія KBS драма   | Кращий новий актор                             | Лі Чон Сок | Перемога  | [ 11 ]   |
| 2013 | 2-га Зіркова премія APAN | Нагорода за майстерність (актор)               | Лі Чон Сок | Перемога  | [ 12 ]   |
| 2013 | 2-га Зіркова премія APAN | Кращий новий актор                             | Кім У Бін  | Перемога  | [ 12 ]   |